# Heidi und Peter Zuber
Heidi Zuber (* 1942) und Peter Zuber (* 1939; † 1999) waren ein Ehepaar aus dem Schweizer Ort Ostermundigen, das in den 1980er und 1990er Jahren wegen ihres Einsatzes für Flüchtlinge über die Landesgrenzen hinaus bekannt wurde.
Peter Zuber war Arzt in Ostermundigen. Er und seine Frau organisierten während der Flüchtlingswelle als Folge des Bürgerkriegs in Sri Lanka die versteckte Aufnahme von insgesamt rund 36'000 Flüchtlingen, die zurückgeschafft hätten werden sollen, bei sich sowie bei rund 7'000 Gleichgesinnten in der Schweiz und im Ausland. Als Gründer des Gemeinschaftswerks «Aktion für abgewiesene Asylbewerber», das Heidi Zuber nach dem Tod ihres Mannes bis 2001 weiterführte, führten sie den zivilgesellschaftlichen Widerstand gegen die stets strenger werdende Schweizer Flüchtlingspolitik der 1980er Jahre an.
Nachdem Heidi und Peter Zuber 1984, als erstmals Asylsuchende aus der Schweiz ausgeschafft hätten werden sollten, zunächst 300 Flüchtlinge aufnahmen und versteckten, richteten sie einen Brief an Bundesrätin Elisabeth Kopp und forderten eine Neuüberprüfung der Fälle. Die Tamilen konnten danach tatsächlich in der Schweiz bleiben, aber nach Medienberichten und Inseraten, mit denen sie weitere Helfer suchten, wurden die Eheleute Zuber von Nationalrat Markus Ruf angezeigt und 1987 zu zwei Monaten Gefängnis auf Bewährung verurteilt. Dennoch wurde ihre Tätigkeit von den lokalen Behörden geduldet, und sie trafen sich regelmässig heimlich mit dem Flüchtlingsbeauftragten des Bundes Peter Arbenz, um Lösungen für Einzelfälle zu finden.
Unter anderem das deutsche Magazin Der Spiegel berichtete über den Fall, und Heidi und Peter Zuber erhielten über Jahre hinweg Tausende von Morddrohungen. Sie erhielten unter anderem eine Ehrung der theologischen Fakultät der Universität Bern sowie 1995 den «Preis für Menschlichkeit» der Stiftung gegen Rassismus und Antisemitismus. Im Jahr 2016 benannte Ostermundigen eine Strasse nach Peter Zuber.